# 湄潭天主堂
湄潭天主堂是位于中华人民共和国贵州省遵义市湄潭县的一座历史悠久的天主教堂，隶属于安龙教区，1935年曾被长征红军作为红九军司令部征用。2006年整修后作为革命爱国主义教育基地对外展出。暂无宗教功能。